# Châtres (Dordogne)
Pour les articles homonymes, voir Châtres.
Châtres est une commune française située dans le département de la Dordogne, en région Nouvelle-Aquitaine.

## Géographie

### Généralités
Dans l'est du département de la Dordogne, en Périgord central, la commune de Châtres est arrosée par un sous-affluent de la Vézère, le Taravellou.
Traversé par la route départementale (RD) 63, le petit bourg de Châtres est situé, en distances orthodromiques, dix kilomètres au nord-ouest du centre-ville de Terrasson-Lavilledieu.
Le territoire communal est également desservi par la RD 62E3.

### Communes limitrophes
Châtres est limitrophe de six autres communes. Au sud-est le territoire de Beauregard-de-Terrasson est distant d'environ 400 mètres et au nord-est celui de Louignac, en Corrèze, est éloigné d'environ 650 mètres.
| Nailhac                | Badefols-d'Ans |        |
| La Chapelle-Saint-Jean | Châtres        | Villac |
| Saint-Rabier           | Peyrignac      |        |

### Géologie et relief

#### Géologie
Situé sur la plaque nord du Bassin aquitain et bordé à son extrémité nord-est par une frange du Massif central, le département de la Dordogne présente une grande diversité géologique. Les terrains sont disposés en profondeur en strates régulières, témoins d'une sédimentation sur cette ancienne plate-forme marine. Le département peut ainsi être découpé sur le plan géologique en quatre gradins différenciés selon leur âge géologique. Châtres est dans le gradin extrême nord-est que constitue le dernier contrefort du Massif central, avec des roches cristallines formées à l’ère primaire, antérieurement au Carbonifère.
Les couches affleurantes sur le territoire communal sont constituées de formations superficielles du Quaternaire, de roches sédimentaires  datant pour certaines du Cénozoïque, et pour d'autres du Mésozoïque et du Paléozoïque. La formation la plus ancienne, notée tfρ3, est constituée de grès de Thiviers et d'ardoises d'Allassac, des métatufs rhyodacitiques à chlorite et métagrauwackes, séricitoschistes intercalés (Cambrien moyen à supérieur). La formation la plus récente, notée Fy3-z, fait partie des formations superficielles de type alluvions subactuelles à actuelles. Le descriptif de ces couches est détaillé dans  les feuilles « no 760 - Juillac » et « no 784 - Terrasson » de la carte géologique au 1/50 000 de la France métropolitaine, et leurs notices associées,.

Carte géologique de Châtres.

#### Relief et paysages
Le département de la Dordogne se présente comme un vaste plateau incliné du nord-est (491 m, à la forêt de Vieillecour dans le Nontronnais, à Saint-Pierre-de-Frugie) au sud-ouest (2 m à Lamothe-Montravel). L'altitude du territoire communal varie quant à elle entre 157 m et 334 m,.
Dans le cadre de la Convention européenne du paysage entrée en vigueur en France le 1er juillet 2006, renforcée par la loi du 8 août 2016 pour la reconquête de la biodiversité, de la nature et des paysages, un atlas des paysages de la Dordogne a été élaboré sous maîtrise d’ouvrage de l’État et publié en octobre 2020. Les paysages du département s'organisent en huit unités paysagères et 14 sous-unités. La commune est dans l'unité paysagère des « Marges du bassin de Brive », qui correspond à la marge occidentale du bassin de Brive. Elle se caractérise par une succession d’amples vallées, déblayées dans les grès roses et les argiles rouges. Les altitudes s’échelonnent entre 350 et 150 m,.
La superficie cadastrale de la commune publiée par l'Insee, qui sert de référence dans toutes les statistiques, est de 12,20 km2,,. La superficie géographique, issue de la BD Topo, composante du Référentiel à grande échelle produit par l'IGN, est quant à elle de 12,55 km2.

### Hydrographie

#### Réseau hydrographique
La commune est située dans le bassin de la Dordogne au sein du Bassin Adour-Garonne. Elle est drainée par le Taravellou, le ruisseau des Lions, la Forêt, le ruisseau de la Chapelle et par divers petits cours d'eau, qui constituent un réseau hydrographique de 16 km de longueur totale,.
Le Taravellou, d'une longueur totale de 10,51 km, prend sa source dans la commune de Badefols-d'Ans et se jette dans le Cern — dont il est le principal affluent — en rive gauche, à La Bachellerie,. Il arrose la commune sur plus de six kilomètres et demi, servant de limite communale sur plus de deux kilomètres et demi, en deux tronçons, face à Badefols-d'Ans et à Saint-Rabier.
Sur l'ensemble de son cours, soit plus de deux kilomètres, la Forêt, affluent de rive gauche du Taravellou, sert de limite communale au sud, face à Peyrignac.
Affluent de rive droite du Taravellou, le ruisseau de la Chapelle sert de limite naturelle à l'ouest sur un kilomètre, en limite de Saint-Rabier.
Le ruisseau des Lions, affluent de rive droite de l'Elle, marque la limite territoriale au nord-est sur plus de deux kilomètres, face à Villac.

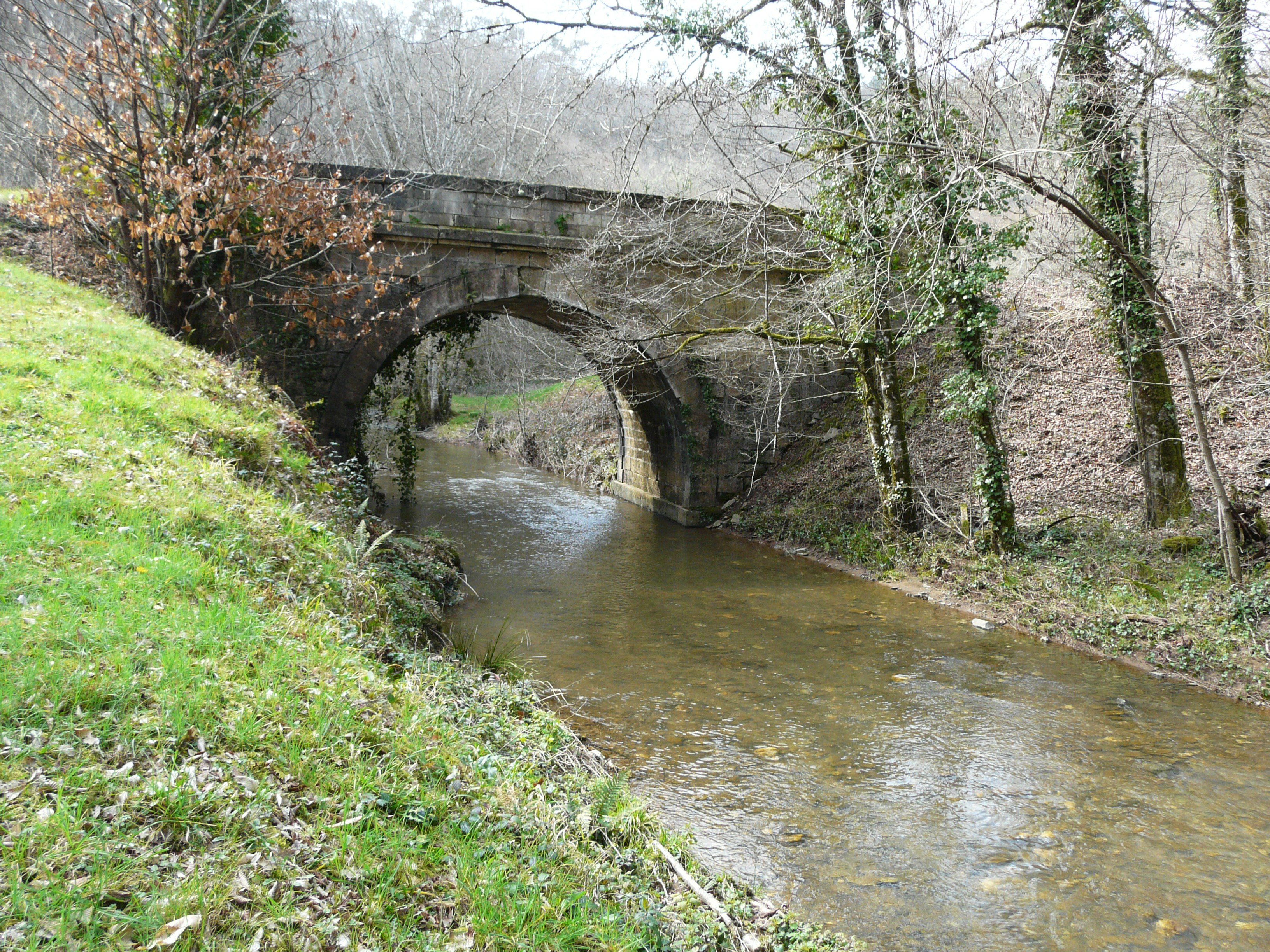
Pont sur le Taravellou au nord du lieu-dit Bord, en limite de Saint-Rabier (à gauche) et Châtres.
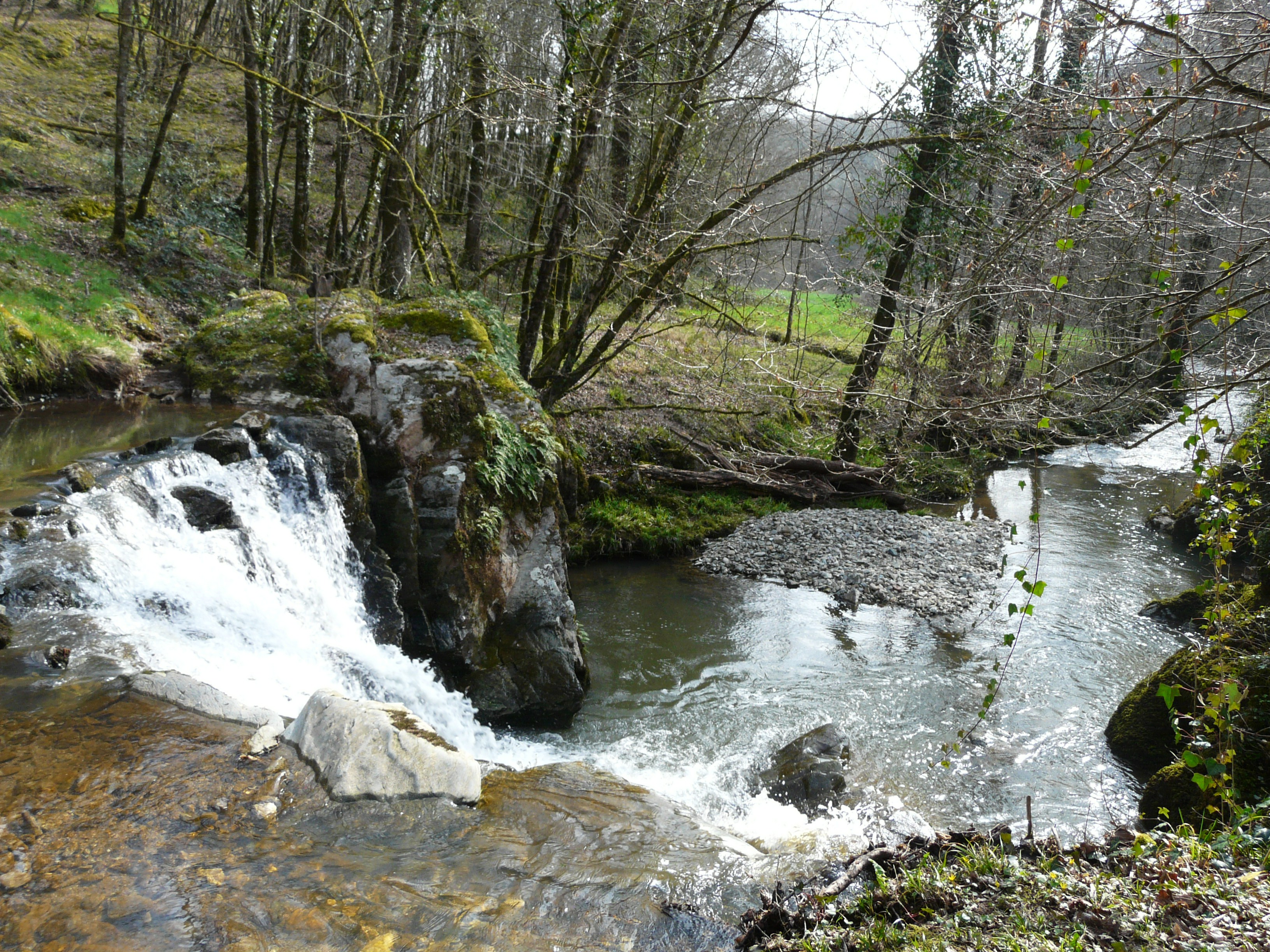
Cascade sur le Taravellou, en aval du pont précédent, en limite de Saint-Rabier (au premier plan) et Châtres.
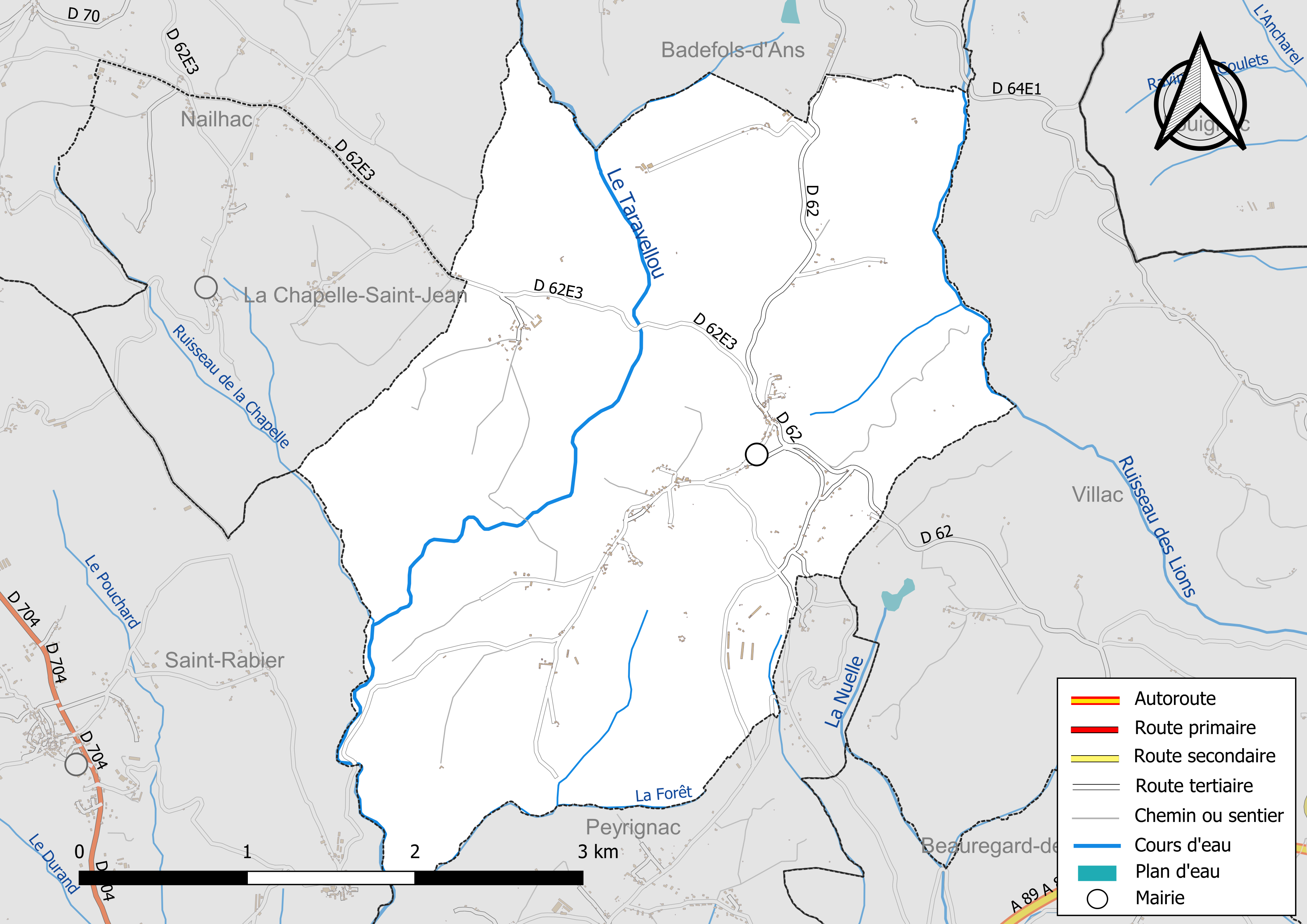
Réseaux hydrographique et routier de Châtres.

#### Gestion et qualité des eaux
Le territoire communal est couvert par le schéma d'aménagement et de gestion des eaux (SAGE) « Vézère-Corrèze ». Ce document de planification, dont le territoire regroupe les bassins versants de la Vézère et de la Corrèze, d'une superficie de 3 730 km2 est en cours d'élaboration. La structure porteuse de l'élaboration et de la mise en œuvre est le conseil départemental de la Corrèze. Il définit sur son territoire les objectifs généraux d’utilisation, de mise en valeur et de protection quantitative et qualitative des ressources en eau superficielle et souterraine, en respect des objectifs de qualité définis dans le troisième SDAGE  du Bassin Adour-Garonne qui couvre la période 2022-2027, approuvé le 10 mars 2022.
La qualité des eaux de baignade et des cours d’eau peut être consultée sur un site dédié géré par les agences de l’eau et l’Agence française pour la biodiversité.

### Climat
Pour des articles plus généraux, voir Climat de la Nouvelle-Aquitaine et Climat de la Dordogne.
Historiquement, la commune est exposée à un climat océanique aquitain.  
En 2020, Météo-France publie une typologie des climats de la France métropolitaine dans laquelle la commune est exposée à un climat océanique altéré et est dans la région climatique  Ouest et nord-ouest du Massif Central, caractérisée par une pluviométrie annuelle de 900 à 1 500 mm, maximale en automne et en hiver.
Pour la période 1971-2000, la température annuelle moyenne est de 11,8 °C, avec  une amplitude thermique annuelle de 14,8 °C. Le cumul annuel moyen de précipitations est de 1 043 mm, avec 12,1 jours de précipitations en janvier et 7,5 jours en juillet. Pour la période 1991-2020, la température moyenne annuelle observée sur la station météorologique la plus proche, située sur la commune de Thenon à 11 km à vol d'oiseau, est de 12,9 °C et le cumul annuel moyen de précipitations est de 907,1 mm,. Pour l'avenir, les paramètres climatiques de la commune estimés pour 2050 selon différents scénarios d’émission de gaz à effet de serre sont consultables sur un site dédié publié par Météo-France en novembre 2022.

## Urbanisme

### Typologie
Au 1er janvier 2024, Châtres est catégorisée commune rurale à habitat très dispersé, selon la nouvelle grille communale de densité à 7 niveaux définie par l'Insee en 2022.
Elle est située hors unité urbaine et hors attraction des villes,.

### Occupation des sols
L'occupation des sols de la commune, telle qu'elle ressort de la base de données européenne d’occupation biophysique des sols Corine Land Cover (CLC), est marquée par l'importance des forêts et milieux semi-naturels (59,4 % en 2018), une proportion sensiblement équivalente à celle de 1990 (59,8 %). La répartition détaillée en 2018 est la suivante : 
forêts (59,4 %), prairies (25,9 %), zones agricoles hétérogènes (14,7 %). L'évolution de l’occupation des sols de la commune et de ses infrastructures peut être observée sur les différentes représentations cartographiques du territoire : la carte de Cassini (XVIIIe siècle), la carte d'état-major (1820-1866) et les cartes ou photos aériennes de l'IGN pour la période actuelle (1950 à aujourd'hui).

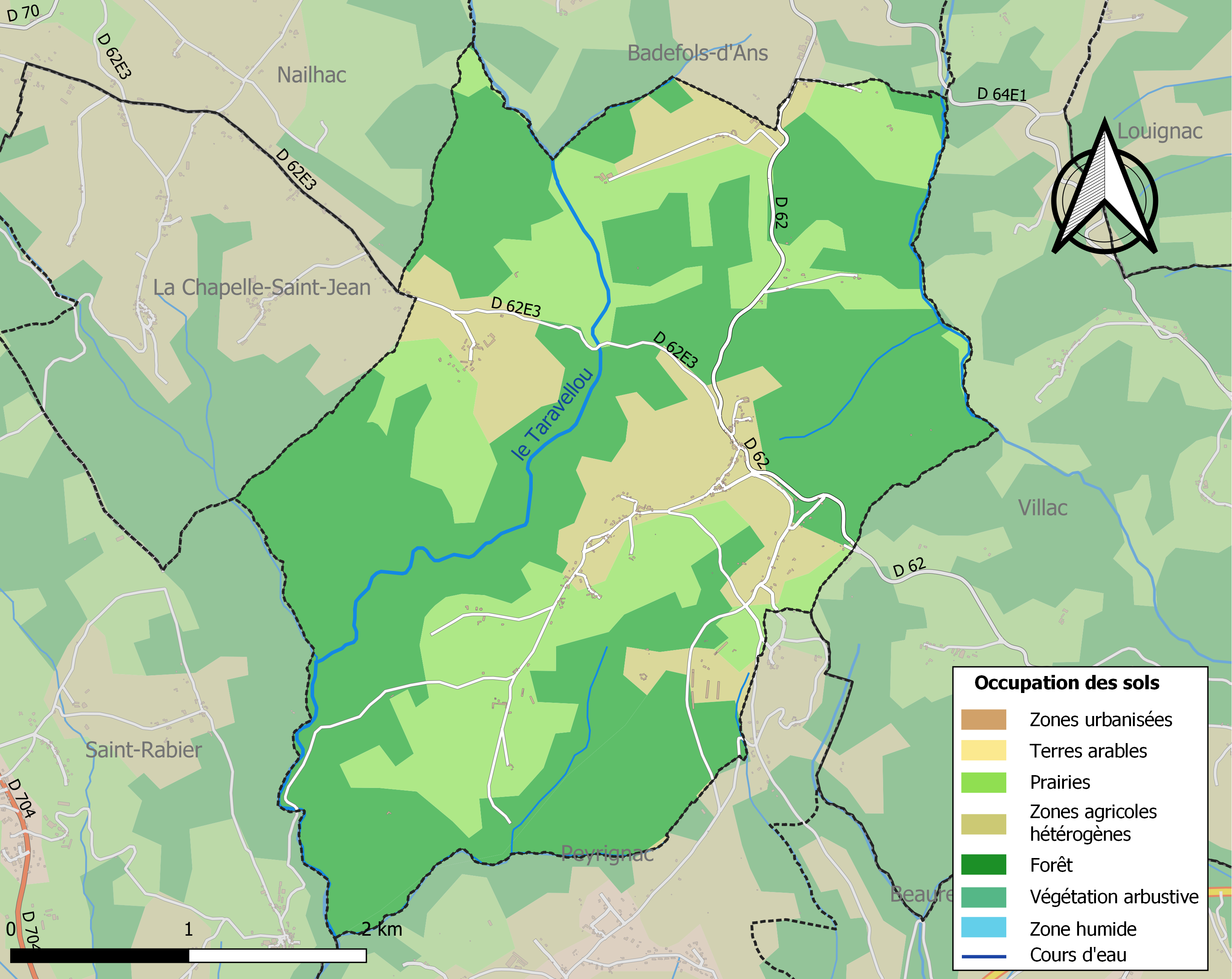
Carte des infrastructures et de l'occupation des sols de la commune en 2018 (CLC).

### Prévention des risques
Le territoire de la commune de Châtres est vulnérable à différents aléas naturels : météorologiques (tempête, orage, neige, grand froid, canicule ou sécheresse), feux de forêts, mouvements de terrains et séisme (sismicité très faible). Il est également exposé à un risque particulier : le risque de radon. Un site publié par le BRGM permet d'évaluer simplement et rapidement les risques d'un bien localisé soit par son adresse soit par le numéro de sa parcelle.

#### Risques naturels
Châtres est exposée au risque de feu de forêt. L’arrêté préfectoral du 14 mars 2013 fixe les conditions de pratique des incinérations et de brûlage dans un objectif de réduire le risque de départs d’incendie. À ce titre, des périodes sont déterminées : interdiction totale du 15 février au 15 mai et du 15 juin au 15 octobre, utilisation réglementée du 16 mai au 14 juin et du 16 octobre au 14 février. En septembre 2020, un plan inter-départemental de protection des forêts contre les incendies (PidPFCI) a été adopté pour la période 2019-2029,.

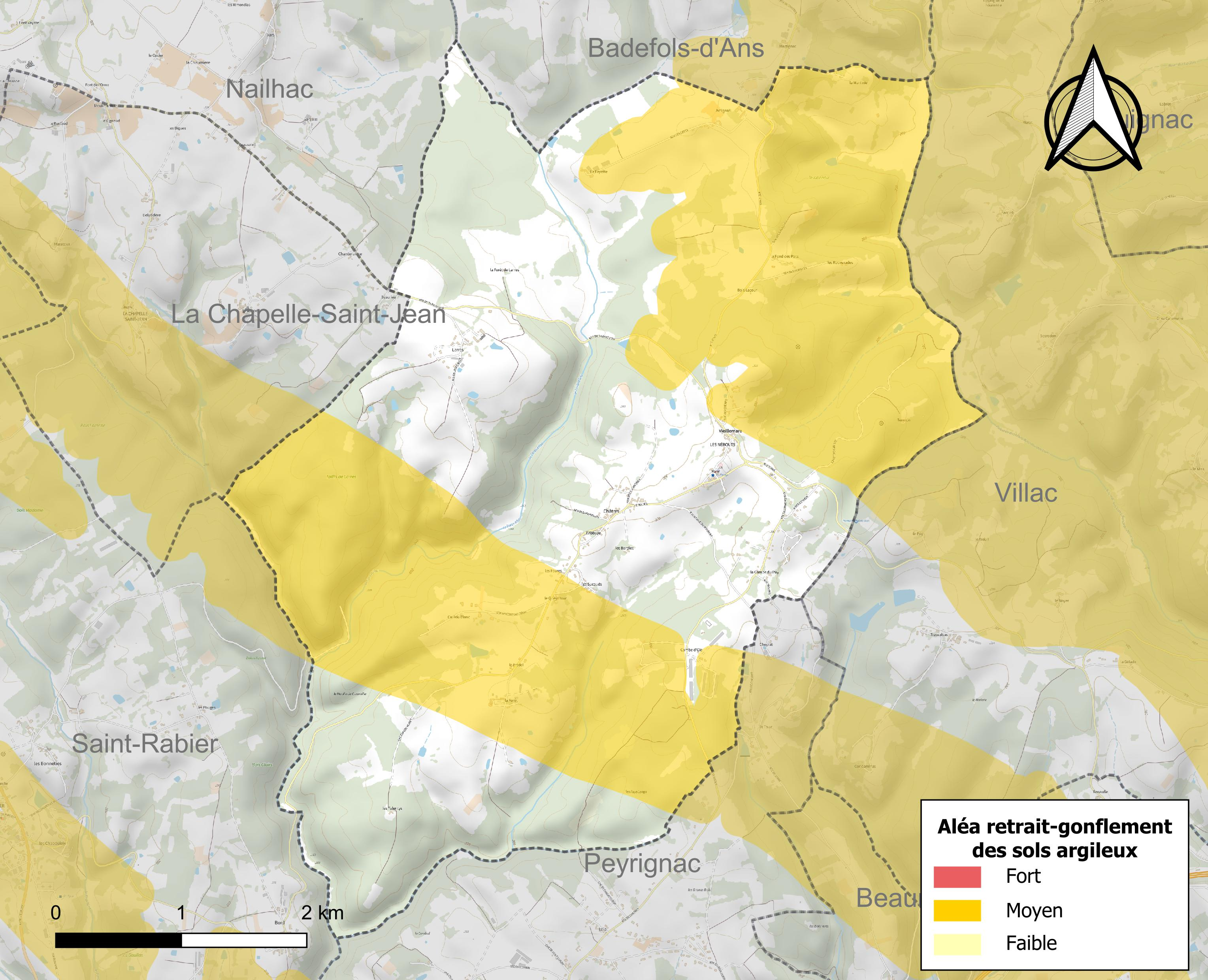
Carte des zones d'aléa retrait-gonflement des sols argileux de Châtres.

Les mouvements de terrains susceptibles de se produire sur la commune sont des tassements différentiels. Le retrait-gonflement des sols argileux est susceptible d'engendrer des dommages importants aux bâtiments en cas d’alternance de périodes de sécheresse et de pluie. 50,4 % de la superficie communale est en aléa moyen ou fort (58,6 % au niveau départemental et 48,5 % au niveau national métropolitain). Depuis le 1er octobre 2020, en application de la loi ÉLAN, différentes contraintes s'imposent aux vendeurs, maîtres d'ouvrages ou constructeurs de biens situés dans une zone classée en aléa moyen ou fort,.
La commune a été reconnue en état de catastrophe naturelle au titre des dommages causés par les inondations et coulées de boue survenues en 1982, 1983 et 1999, par la sécheresse en 1989 et 2018 et par des mouvements de terrain en 1999.

#### Risque particulier
Dans plusieurs parties du territoire national, le radon, accumulé dans certains logements ou autres locaux, peut constituer une source significative d’exposition de la population aux rayonnements ionisants. Selon la classification de 2018, la commune de Châtres est classée en zone 3, à savoir zone à potentiel radon significatif.

## Toponymie
En occitan, la commune porte le nom de En Chastre.

## Politique et administration

### Rattachements administratifs
La commune de Châtres a, dès 1790, été rattachée au canton de la Bachellerie qui dépendait du district de Montignac jusqu'en 1795, date de suppression des districts. Lorsque ce canton est supprimé par la loi du 8 pluviôse an IX (28 janvier 1801)  portant sur la « réduction du nombre de justices de paix », la commune est rattachée au canton de Terrasson (devenu canton de Terrasson-la-Villedieu en 1963, puis renommé en canton de Terrasson-Lavilledieu en 1997) dépendant de l'arrondissement de Sarlat (devenu l'arrondissement de Sarlat-la-Canéda en 1965).
Fin 2003, Châtres intègre la communauté de communes du Terrassonnais. Celle-ci est dissoute au 31 décembre 2013 et remplacée au 1er janvier 2014 par la communauté de communes du Terrassonnais en Périgord noir Thenon Hautefort, renommée communauté de communes Terrassonnais Haut Périgord Noir en octobre 2021.

### Administration municipale
La population de la commune étant comprise entre 100 et 499 habitants au recensement de 2017, onze conseillers municipaux ont été élus en 2020,.

### Liste des maires

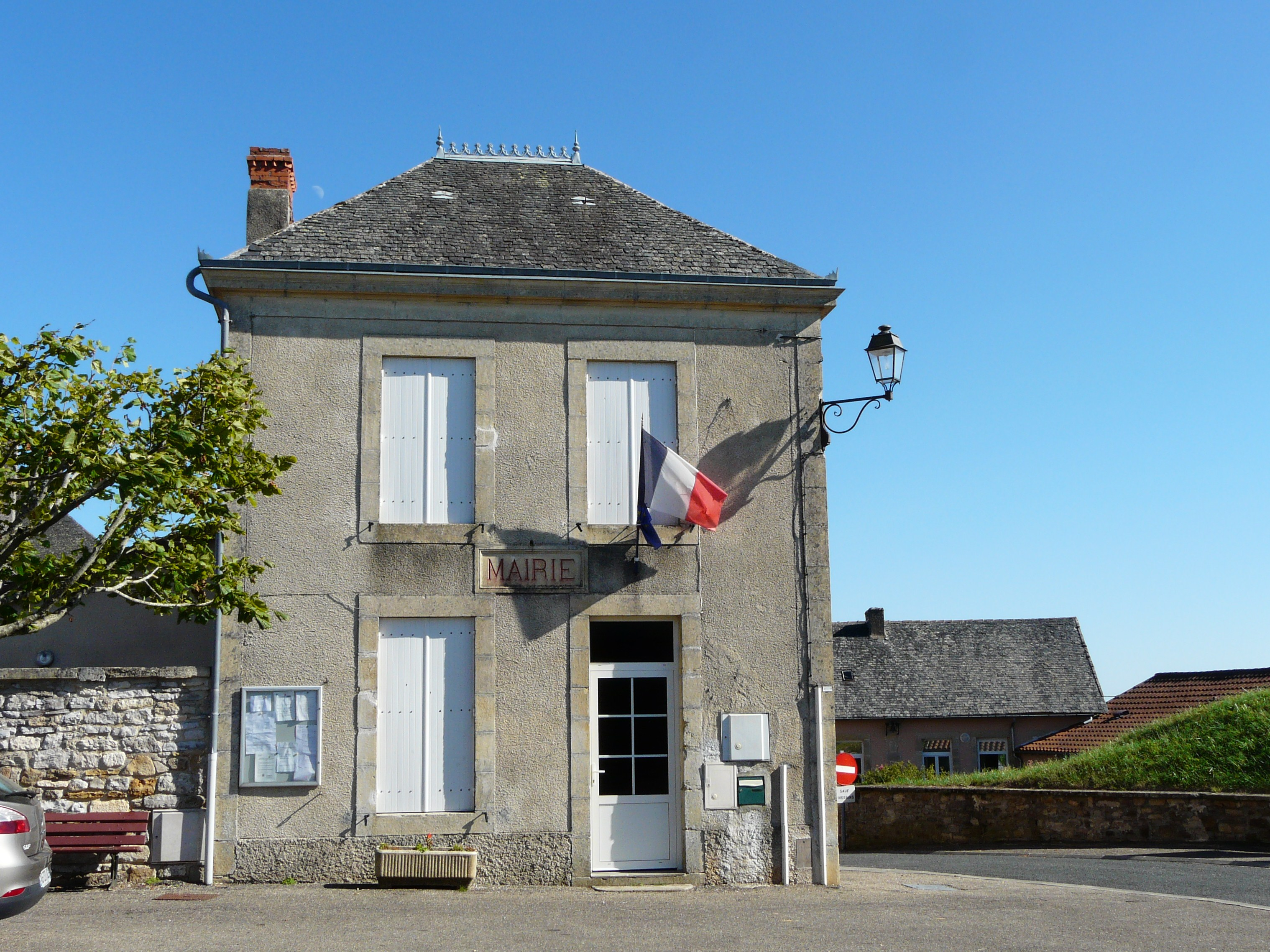
La mairie.

| Période                                  | Période  | Identité          | Étiquette | Qualité               |
| ---------------------------------------- | -------- | ----------------- | --------- | --------------------- |
| Les données manquantes sont à compléter. |          |                   |           |                       |
|                                          |          |                   |           |                       |
| avant 1988                               | ?        | Jacques Lachaud   | PS        |                       |
|                                          |          |                   |           |                       |
|                                          | 2004     | Max Thibaut       |           |                       |
| 2004 (réélue en mai 2020)                | En cours | Bernadette Merlin | SE        | Prothésiste retraitée |

## Équipements et services publics

### Justice
Dans le domaine judiciaire, Châtres relève : 
- du tribunal judiciaire, du tribunal pour enfants, du conseil de prud'hommes et du tribunal de commerce de Périgueux ;
- du pôle Nationalité du tribunal judiciaire de Périgueux (compétent uniquement dans le domaine de la nationalité) ;
- de la cour d'appel, du tribunal administratif et de la  cour administrative d'appel de Bordeaux.

## Population et société

### Démographie
L'évolution du nombre d'habitants est connue à travers les recensements de la population effectués dans la commune depuis 1793. Pour les communes de moins de 10 000 habitants, une enquête de recensement portant sur toute la population est réalisée tous les cinq ans, les populations de référence des années intermédiaires étant quant à elles estimées par interpolation ou extrapolation. Pour la commune, le premier recensement exhaustif entrant dans le cadre du nouveau dispositif a été réalisé en 2005.

En 2022, la commune comptait 181 habitants, en évolution de −5,73 % par rapport à 2016 (Dordogne : +0,37 %, France hors Mayotte : +2,11 %).
| 1793 | 1800 | 1806 | 1821 | 1831 | 1836 | 1841 | 1846 | 1851 |
| ---- | ---- | ---- | ---- | ---- | ---- | ---- | ---- | ---- |
| 369  | 373  | 448  | 471  | 481  | 523  | 585  | 600  | 537  |

| 1856 | 1861 | 1866 | 1872 | 1876 | 1881 | 1886 | 1891 | 1896 |
| ---- | ---- | ---- | ---- | ---- | ---- | ---- | ---- | ---- |
| 525  | 532  | 554  | 586  | 560  | 564  | 514  | 451  | 525  |

| 1901 | 1906 | 1911 | 1921 | 1926 | 1931 | 1936 | 1946 | 1954 |
| ---- | ---- | ---- | ---- | ---- | ---- | ---- | ---- | ---- |
| 510  | 507  | 514  | 300  | 292  | 312  | 302  | 234  | 232  |

| 1962 | 1968 | 1975 | 1982 | 1990 | 1999 | 2005 | 2006 | 2010 |
| ---- | ---- | ---- | ---- | ---- | ---- | ---- | ---- | ---- |
| 220  | 226  | 187  | 173  | 181  | 161  | 163  | 165  | 184  |

| 2015 | 2020 | 2022 | - | - | - | - | - | - |
| ---- | ---- | ---- | - | - | - | - | - | - |
| 190  | 184  | 181  | - | - | - | - | - | - |

### Manifestations culturelles et festivités
- Fête patronale début septembre[50].

## Économie

### Emploi
En 2015, parmi la population communale comprise entre 15 et 64 ans, les actifs représentent 79 personnes, soit 41,6 % de la population municipale. Le nombre de chômeurs (quatorze) a augmenté par rapport à 2010 (onze) et le taux de chômage de cette population active s'établit à 17,7 %.

### Établissements
Au 31 décembre 2015, la commune compte treize établissements, dont six au niveau des commerces, transports ou services, trois dans l'agriculture, la sylviculture ou la pêche, deux relatifs au secteur administratif, à l'enseignement, à la santé ou à l'action sociale, un dans la construction, et un dans l'industrie.

## Culture locale et patrimoine

### Lieux et monuments
- Château d'Artigeas, ruiné[54].

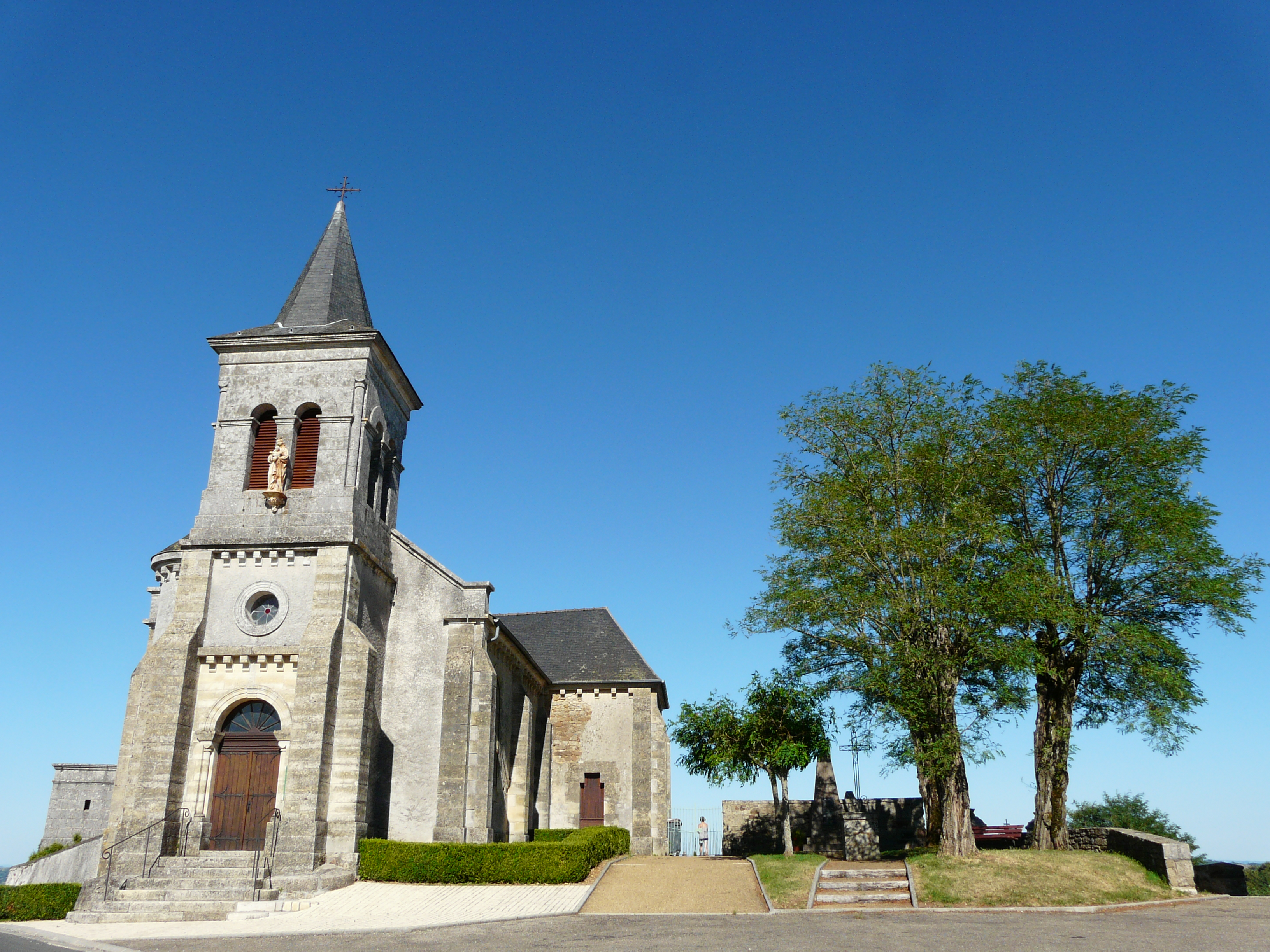
L'église Notre-Dame-de-la-Nativité.

- Manoir de Larre, propriété de la famille Labrousse de Beauregard (XIXe siècle)[55].
- Église Notre-Dame-de-la-Nativité, construite sur le site d'une ancienne chapelle[56].

### Personnalités liées à la commune
Bernard Labrousse de Beauregard, né en 1735 à Montignac sur Vézère (paroisse de Brénac), chanoine régulier de Chancelade, prieur de Meux en 1774 puis prieur-curé de Champagnolles en 1778 (en Saintonge), député du clergé aux États généraux. Il résida dans le manoir de Larre pendant la Révolution avant de s’exiler en Espagne où il est mort (Villatobas, 1800). Il est l’auteur de poèmes et d’une histoire de la Révolution française retrouvée au Portugal,.

## Pour approfondir